# Tronchón
Tronchón is een gemeente in de Spaanse provincie Teruel in de regio Aragón met een oppervlakte van 57,11 km². Tronchón telt 67 inwoners (1 januari 2016).

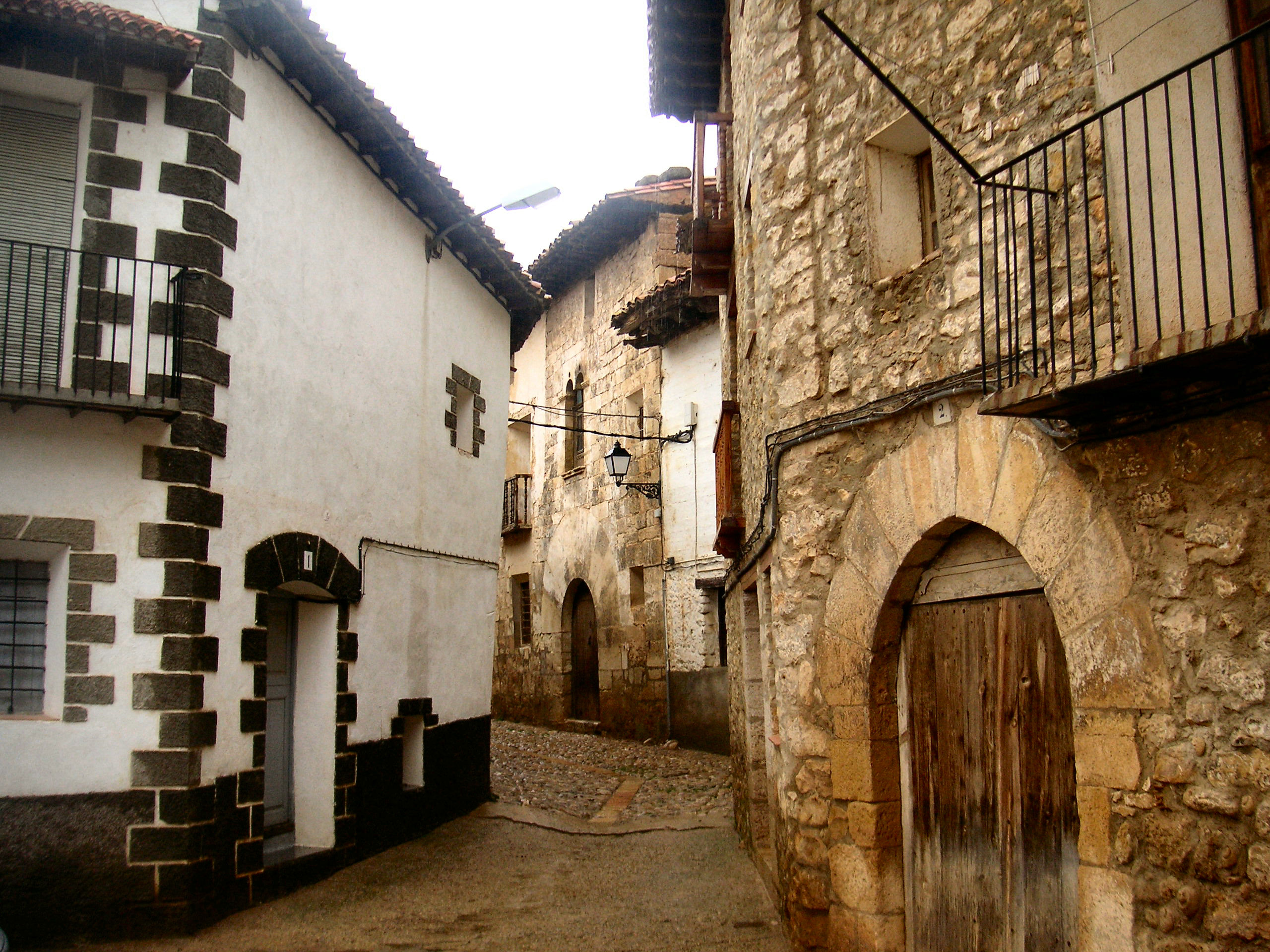
Straat in Tronchón
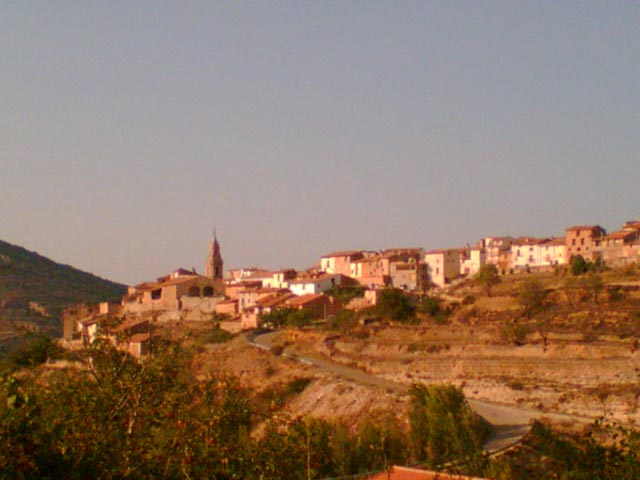
Tronchón

## Demografische ontwikkeling
Bron: INE, 1857-2011: volkstellingen